# دره صلح (فیلم)
دره صلح (انگلیسی: Valley of Peace)، (اسلوونی: Dolina miru) یک فیلم از سینمای یوگسلاوی به کارگردانی فرانس استیگلیچ و بازی جان کیتزمیلر است.
جان کیتزمیلر در جشنواره فیلم کن ۱۹۵۷ برای ایفای نقش گروهبان جیم در این فیلم برنده جایزه بهترین بازیگر مرد جشنواره فیلم کن شد.

## داستان
دره صلح دومین فیلم مهم فرانس استیگلیچ و از آثاری است که در اواسط اقبال سینمای پارتیرانی یوگسلاوی ساخته شده است.
دره صلح روایت مرگ و زندگی ۲ کودک کروات است که در اوایل جنگ جهانی دوم از ترس دستگیری و اعزام به اردوگاه کار اجباری فرار می‌کنند و در این میان با یک درجه‌دار چترباز آمریکایی به نام گروهبان جیم روبرو می‌شوند. جیم به قیمت از دست دادن جان خود موجب رهایی ۲ کودک می‌شود.